# Миляновек
Миляновек или Миляну̀век (на полски: Milanówek) е град в Полша, Мазовско войводство, Гроджиски окръг. Административно е обособен в самостоятелна градска община с площ 13,44 км2. Към 2012 година населението му възлиза на 16 349 души. Част е от Варшавската агломерация.